# Mesó B
En física de partícules, els mesons B són mesons compostos d'un antiquark fons acompanyat d'un altre quark sigui amunt (B+), avall (B0), estrany (B0s) o encant (B+c) (el quark cim té una vida mitjana massa curta per a formar estats lligats amb altres quarks). La combinació d'un quark-antiquark fons forma mesons sense "bellesa" oberta, anomenats bottomonium. Cadascun dels mesons B té una antipartícula composta d'un quark inferior més un antiquark amunt (B−), avall (B0), estrany (B0s) o encant (B−c) respectivament.

## Llista de mesons B
| Partícula       | Símbol | Anti-Partícula | Composició de quarks | Càrrega | Isospin(I) | Espín i paritat(JP) | Massa en repòs (MeV/c2) | S  | C  | B' | Vida mitjana (s)                                | Desintegracions comuns           |
| --------------- | ------ | -------------- | -------------------- | ------- | ---------- | ------------------- | ----------------------- | -- | -- | -- | ----------------------------------------------- | -------------------------------- |
| Mesó B          | B+     | B−             | ub                   | +1      | 1⁄2        | 0−                  | 5279.15±0.31            | 0  | 0  | +1 | (1.638±0.011)×10−12                             | Veure modes de desintegració B±  |
| Mesó B          | B0     | B0             | db                   | 0       | 1⁄2        | 0−                  | 5279.53±0.33            | 0  | 0  | +1 | (1.530±0.009)×10−12                             | Veure modes de desintegració B0  |
| Mesó B estrany  | B0s    | B0s            | sb                   | 0       | 0          | 0−                  | 5366.3±0.6              | −1 | 0  | +1 | 1.470+0.027−0.026×10−121,470+0,027 −0,026×10−12 | Veure modes de desintegració B0s |
| Mesó B encantat | B+c    | B−c            | cb                   | +1      | 0          | 0−                  | 6276±4                  | 0  | +1 | +1 | (0.46±0.07)×10−12                               | Veure modes de desintegració B±c |

## Oscil·lacions B-B
El mesons neutres, B0 i B0s, es transformen espontàniament en les seves pròpies antipartícules (i aquestes en les primeres). Aquest fenomen és anomenat oscil·lacions de sabor. L'existència de les oscil·lacions dels mesons neutres B és una predicció fonamental del Model Estàndard de física de partícules. Han estat mesurades amb valors aproximat de Δms = 0.496 ps−1 en el sistema B0–B0, i Δms = 17.77 ± 0.10 (stat) ± 0.07 (syst) ps−1 per al sistema B0s–B0s (experiment CDF a Fermilab).

## Desintegracions rares
Els mesons B són una sonda important per a explorar la cromodinàmica quàntica i cercar possibles senyals de nova física. Diverses desintegracions rares dels mesons B són sensibles a processos de física més enllà del model estàndard. La mesura de fraccions d'embrancament extremadament petites posa límits en noves partícules que poden intervenir en la desintegració com a partícules virtuals. Els experiments LHCb i CMS de l'LHC al CERN han mesurat un dels decaïments més rars fins ara detectats: Bs -> µ+µ−.